# 1886
1886 (MDCCCLXXXVI) a fost un an obișnuit al calendarului gregorian, care a început într-o zi de vineri.

## Evenimente

### Ianuarie
- 29 ianuarie: Carl Benz a depus brevetul pentru fabricarea primului automobil funcționabil din lume, alimentat cu benzină, la Oficiul Imperial de Brevete din Berlin.

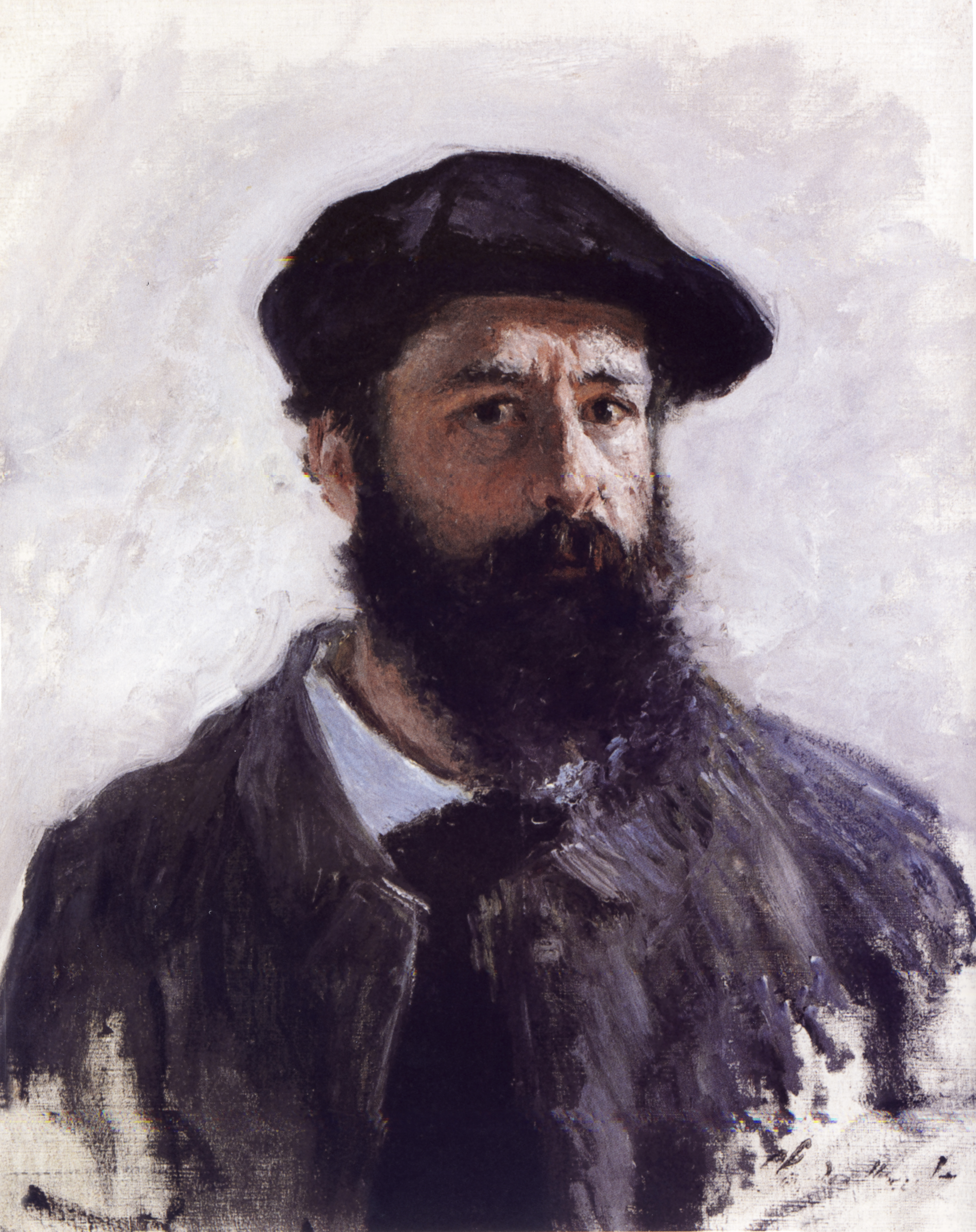
Autoportret, de Claude Monet, 1886

### Februarie
- 19 februarie: După războiul de 14 zile sârbo-bulgar, la București se încheie tratatul de pace.

### Mai
- 4 mai: Revolta din Haymarket. Confruntare violentă între poliție și protestatarii din Chicago, care a intensificat mișcările muncitorești pentru recunoașterea forței sindicale.
- 17 mai: Se declanșează "războiul vamal" româno-austro-ungar prin adoptarea de către România a unui tarif vamal protecționist la produsele industriale importate din imperiu, urmată de introducerea de taxe vamale prohibitive la toate importurile din România.

### Septembrie
- 4 septembrie: Are loc un nou atentat asupra lui I.C. Brătianu. Vinovatul va fi condamnat la 20 de ani de muncă silnică.
- 7 septembrie: Alexandru I al Bulgariei este nevoit să abdice în urma presiunilor Rusiei și să cedeze puterea liderului liberal, Stefan Stambolov, care devine președintele Consiliului de regență.

### Noiembrie
- 30 noiembrie: Are loc întronizarea noului mitropolit-primat al României, Iosif Gheorghian.

### Decembrie
- 2 decembrie: La Timișoara se inființează Serviciul de Ambulanță. Este prima stație de ambulanță din Ungaria și România.

### Nedatate
- A fost lansată pe piață, băutura răcoritoare cea mai cunoscută din lume: "Coca–Cola" (în 1894 s-a trecut la producția de masă).
- Abolirea sclaviei în Cuba.
- București: Inaugurarea celei de-a treia statui din fața Universității, reprezentând pe pedagogul Gheorghe Lazăr și sculptată de Ion Georgescu.
- Convenția de la Berna (Convenția pentru Protecția Lucrărilor Artistice și Literare). Acord internațional pentru protejarea drepturilor de autor.
- Westinghouse Electric Corp. Companie americană de TV și radio fondată de George Westinghouse.

## Arte, știință, literatură și filozofie
- Chimistul francez Eugène Turpin descoperă melinita.
- Chimistul francez Henri Moissan a descoperit fluorul, fiind distins pentru aceasta cu Premiul Nobel, în 1906.
- Friedrich Nietzsche publică Jenseits von Gut und Böse (Dincolo de bine și de rău).
- Friedrich Engels publică Ludwig Feuerbach și sfârșitul filozofiei clasice germane.
- Thomas Hardy publică The Mayor of Casterbridge (Primarul din Casterbridge).

## Nașteri
- 3 ianuarie: Ion Grămadă, scriitor și istoric român (d. 1917)
- 18 ianuarie: Ștefan Dimitrescu, pictor român (d. 1933)
- 25 ianuarie: Wilhelm Furtwängler, compozitor și dirijor german (d. 1954)
- 21 martie: George Topîrceanu, poet român (d. 1937)
- 13 aprilie: Nicolae Tonitza, pictor și grafician român (d. 1940)
- 19 aprilie: Manuel Bandeira, poet, scriitor și critic literar brazilian (d. 1968)
- 15 aprilie: Aurel Angelescu, matematician român (d. 1938)
- 16 mai: Florica Cristoforeanu, solistă română de operă (soprană), (d. 1960)
- 17 mai: Alfonso al XIII-lea al Spaniei, rege (d. 1941)
- 7 iunie: Henri Coandă (Henri Marie Coandă), pionier al aviației, inventatorul motorului cu reacție, fizician, inginer român (d. 1972)
- 24 iunie: Ion Gigurtu, inginer și om politic, prim-ministru al României (1940), (d. 1959)
- 25 iunie: Henry Arnold (Hap Arnold), ofițer de aviație american (d. 1950)
- 23 iulie: Walter Schottky, fizician și inventator german (d. 1976)
- 16 septembrie: Jean Arp (Hans Jean Arp), pictor, sculptor și poet francez (d. 1966)
- 3 octombrie: Alain-Fournier, scriitor francez (d. 1914)
- 24 octombrie: Delmira Agustini, scriitoare uruguayană (d. 1914)
- 1 noiembrie: Valentin Coposu, protopop român unit, delegat la Marea Adunare Națională de la Alba Iulia (d. 1941)
- 12 noiembrie: Infantele Alfonso, Duce de Galliera (d. 1975)
- 15 noiembrie: René Guénon, autor francez (d. 1951)
- 3 decembrie: Karl Manne Georg Siegbahn, fizician suedez, laureat al Premiului Nobel (d. 1978)
- 21 decembrie: Gheorghe Tătărăscu (Tătărescu), prim-ministru al României (1934-1937, 1939-1940), (d. 1957)

## Decese
- 31 iulie: Franz Liszt (n. Ferencz Liszt), 74 ani, pianist și compozitor maghiar (n. 1811)
- 6 august: Wilhelm Scherer, 45 ani, critic și filolog austriac (n. 1841)